# کارون (مهر)
کارون (مهر)، روستایی از توابع بخش گله‌دار، شهرستان مهر در استان فارس ایران است.

## جمعیت
این روستا در بخش گله‌دار قرار دارد و براساس سرشماری مرکز آمار ایران در سال ۱۳۹۵، جمعیت آن ۱۱۰۹ نفر با ۳۰۹ خانوار است.

## افراد سرشناس
مهندس محمدرضا پذیرا از افراد سرشناس این روستا می باشد.